# Новое Рагулово
Но́вое Рагу́лово — деревня в Большеврудском сельском поселении Волосовского района Ленинградской области.

## История
Упоминается на карте Санкт-Петербургской губернии Я. Ф. Шмидта 1770 года как деревня Новое Рагулово.
Обозначена на карте Санкт-Петербургской губернии Ф. Ф. Шуберта 1834 года как деревня Рагулово.

РАГУЛОВО — деревня принадлежит статской советнице Порюс-Визапурской, число жителей по ревизии: 37 м. п., 30 ж. п. (1838 год)

На карте Ф. Ф. Шуберта 1844 года отмечена деревня Рагулово.

РАГУЛОВО — деревня княгини Порюс-Визапурской, 10 вёрст почтовой, а остальное по просёлочной дороге, число дворов — 9, число душ — 18 м. п. (1856 год)

РАГУЛОВО НОВОЕ — деревня владельческая при колодце, по левую сторону 1-й Самерской дороги, число дворов — 6, число жителей: 24 м. п., 30 ж. п. (1862 год)

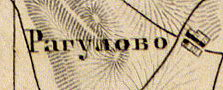
Деревня Новое Рагулово на карте 1863 года

На карте из «Исторического атласа Санкт-Петербургской Губернии» 1863 года деревня обозначена как Рагулово.
В конце XIX — начале XX века деревня административно относилась к Яблоницкой волости 1-го стана Ямбургского уезда Санкт-Петербургской губернии.
Согласно данным переписи населения СССР 1926 года в деревне Ново-Рагулово Крякковского сельсовета Молосковицкой волости Кингисеппского уезда проживали 76 человек, все русские.

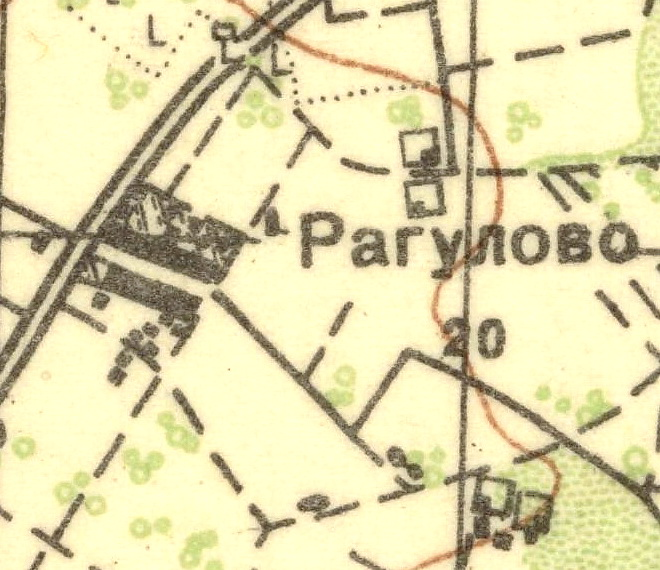
План деревни Новое Рагулово. 1930 год

Согласно топографической карте 1930 года деревня называлась Рагулово и насчитывала 20 дворов.
По данным 1933 года деревня Новое Рагулово входила в состав Морозовского сельсовета Волосовского района.
По данным 1966 года деревня Новое Рагулово находилась в составе Молосковицкого сельсовета.
По данным 1973 и 1990 годов деревня Новое Рагулово находилась в составе Остроговицкого сельсовета.
В 1997 году в деревне Новое Рагулово проживали 2 человека, деревня относилась к Остроговицкой волости, в 2002 году — 5 человек (все русские), в 2007 году — 1 человек.
В мае 2019 года деревня вошла в состав Большеврудского сельского поселения.

## География
Деревня расположена в западной части района на автодороге 41К-047 (Молосковицы — Кряково).
Расстояние до административного центра поселения — 3,5 км.
Расстояние до ближайшей железнодорожной станции Молосковицы — 6,5 км.

## Демография
| 1862 | 2002 | 2007 | 2010 | 2017 |
| ---- | ---- | ---- | ---- | ---- |
| 54   | ↘5   | ↘1   | ↗3   | ↘2   |

### Национальный состав
Согласно данным Всероссийской переписи населения 2021 года в деревне проживали 4 человека, из них:
 русские — 3, украинцы — 1  человек.